# Pohan Julu
Pohan Julu is een bestuurslaag in het regentschap Tapanuli Utara van de provincie Noord-Sumatra, Indonesië. Pohan Julu telt 1657 inwoners (volkstelling 2010).